# Medal Pamiątkowy Władzy Robotniczo-Chłopskiej
Medal Pamiątkowy Władzy Robotniczo-Chłopskiej (węg. Munkás-Paraszt Hatalomért Emlékérem) – ustanowione 21 kwietnia 1957 odznaczenie pamiątkowe WRL, nadawane za wydatną pomoc w tłumieniu powstania węgierskiego 1956. Medal otrzymało około 20 tys. osób.
Odznaczeni mieli od 1986 prawo do dodatku emerytalnego w wysokości 1250 Forintów (podobnie jak polskie ordery chlebowe), który do 1990 wypłacano niemal 6 tys. osób.
Po zmianie ustroju w 1989 zakazano noszenia jakichkolwiek odznaczeń, na których znajdowała się symbolika komunistycznej dyktatury, a ustawa odznaczeniowa z 1991 zabroniła noszenia Orderu Zasługi Węgierskiej Wolności nadanego po 1956 i Medalu Pamiątkowego Władzy Robotniczo-Chłopskiej, potraktowanego jako odznaczenie nadawane za zasługi, a nie tylko posiadającego charakter pamiątkowy – zmieniono mu nazwę na Medal Zasługi Władzy Robotniczo-Chłopskiej (Munkás-Paraszt Hatalomért Érdemérmet).